# Love Will Tear Us Apart

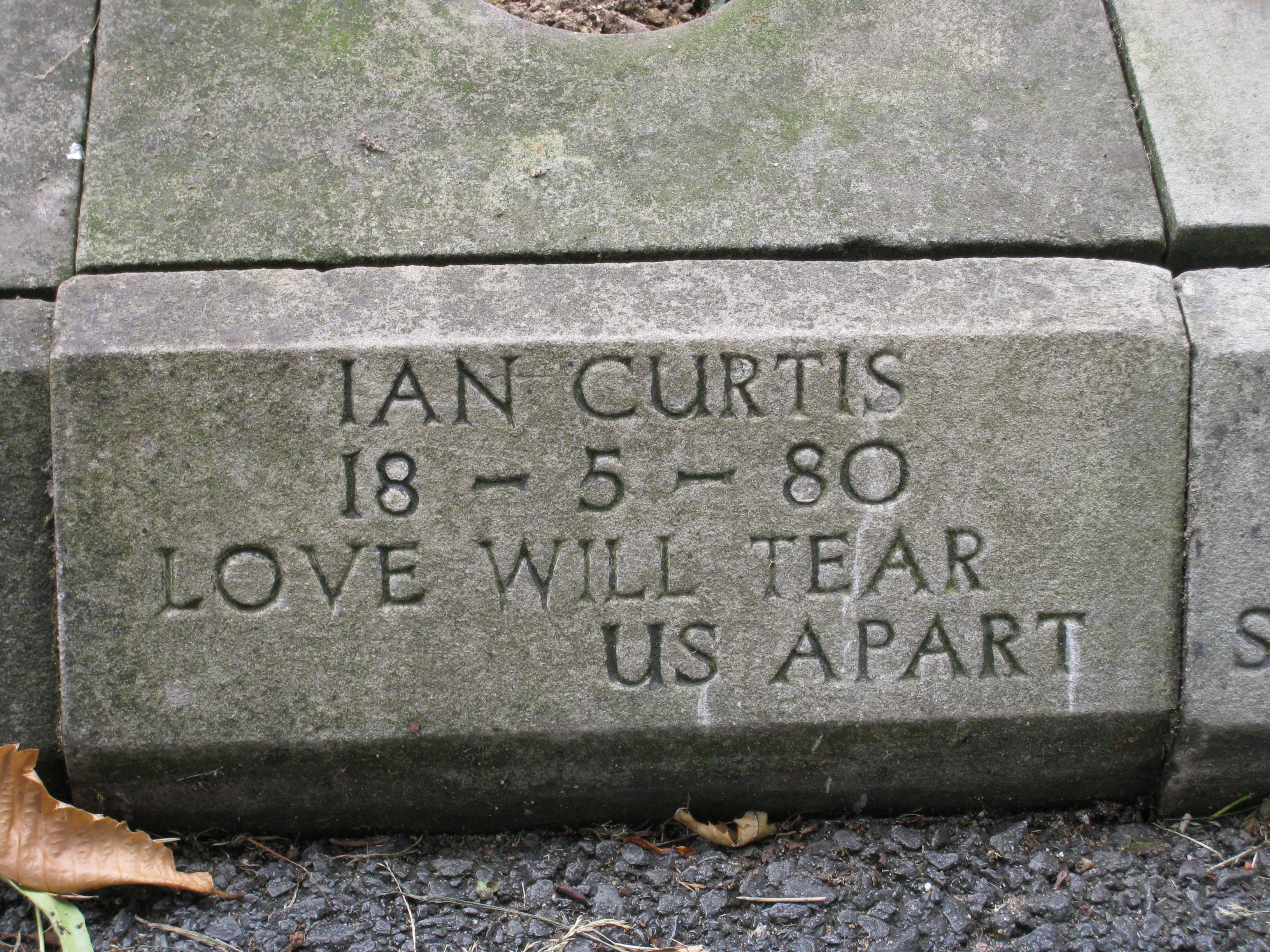
Pedra memorial do túmulo de Curtis, com o título da canção.

"Love Will Tear Us Apart" é um single da banda britânica de pós-punk Joy Division, lançado em Junho de 1980. A letra da canção fala claramente dos problemas no relacionamento do vocalista Ian Curtis com sua esposa, Deborah. Essa e outras circunstâncias o levaram ao seu suicídio, no mês anterior. O título da canção foi colocado, a pedido de Deborah, na pedra memorial do túmulo de Curtis, em Macclesfield, onde ele foi cremado. Depois da morte de Ian, o single chegou ao #13 no Reino Unido e alcançou o #1 na Nova Zelândia em Junho de 1981.

## Faixas
Todas as Faixas por Joy Division
1. "Love Will Tear Us Apart" – 3:18
2. "These Days" – 3:21
3. "Love Will Tear Us Apart" – 3:06

Na sua biografia, Touching from a Distance, Deborah explica que há duas versões de "Love Will Tear Us Apart", porque Curtis canta de maneira bem diferente uma da outra. Em uma delas, os outros integrantes teriam pedido para que Ian cantasse como Frank Sinatra. A versão do lado A é mais conhecida do grande público 